# Национальный музей Республики Карелия
Национальный музей Республики Карелия — крупнейший музей города Петрозаводска, основан в 1871 году губернатором Олонецкой губернии Г. Г. Григорьевым. Расположен в здании бывшего губернаторского дома постройки конца XVIII века.

## История
Первая в Петрозаводске музейная экспозиция под названием «Олонецкий губернский музеум» была открыта в 1838 г., она включала образцы продукции и изделий художественного литья Александровского завода, до этого выставленного на губернской выставке. Однако этот музей не был общедоступным.
В 1871 году основан Олонецкий естественно-промышленный и историко-этнографический музей.
В декабре 1916 г. музей пострадал от пожара, многие экспонаты сгорели. В 1918 г. перешёл в ведение Олонецкого комиссариата народного просвещения.
В 1920-х годах в состав музея вошёл Олонецкий церковно-исторический музей. После образования Карельской трудовой коммуны стал музеем коммуны, часть экспонатов передана в Олонецкий губернский музей, который переехал в Лодейное Поле и был передан под руководство А. Фомину-Светляку (после ликвидации Олонецкой губернии стал уездным музеем).
В советское время переименован в Карельский областной музей, с 1928 г. — Карельский государственный музей.
В период финской оккупации Петрозаводска (1941—1944) весной 1942 года наиболее ценные экспонаты музея были отобраны для отправки в запасники Хельсинкского музея «Атенеум» и Военного музея Финляндии. Во время войны в 1942 г. на базе выставки трофеев был открыт Государственный музей КФССР в г. Беломорске.
До 1953 года — Карело-Финский государственный музей, 1953—1956 гг. — Государственный историко-краеведческий музей Карело-Финской ССР, впоследствии — Карельский государственный краеведческий музей. Произведения, переданные из Карельского государственного краеведческого музея, составили основу музейного собрания открытого в 1960 году в Петрозаводске Музея изобразительных искусств.
21 сентября 2011 года переименован в Национальный музей Республики Карелия.

### Руководители музея
- с 1871 года — Александр Иванович Иванов
- Шелюков Флегонт Сергеевич (1884—1889)[11][12]
- Александр Карлович Гинтер (Гюнтер) (1889—1899)[13][14][15][16]
- Иван Иванович Благовещенский (1902—1912)
- Владимир Исаакович Иванов (1914—1924)
- Виктор Иванович Крылов (1925—1928)[17]
- Степан Андреевич Макарьев (1928—1931)
- Иван Михайлович Мулло (1932—1939)
- Леонид Петрович Язвиков (1939—1940)[18][19], врио
- Ревекка Моисеевна Песина (1944—1945)[20]
- Христофор Георгиевич Дорошин (1945—1948)[21]
- Фёдор Галактионович Миронов (1948)[22]
- Иван Михайлович Мулло (1948—1953)
- Филипп Иванович Егоров (1954—1958)
- Георгий Иванович Мезенцев (1958—1965)
- Валентина Матвеевна Ионова (1965—1975)[23]
- Ефрем Давидович Рыбак (1975—1984)[24][25]
- Людмила Васильевна Шилова (Лопаткина) (1984—1988)[26]
- Наталья Алексеевна Гроссман (Уханова) (1988—1994)
- Ольга Алексеевна Соколова (1994—1997)
- Людмила Васильевна Шилова (Лопаткина) (1997—1999)
- Елена Геннадьевна Зарина (2000—2005)
- с 2005 года — Михаил Леонидович Гольденберг

## Экспозиция
Залы первой очереди постоянной экспозиции рассказывают о природе, археологии, истории Карелии.
- Экспозиция о природе Карелии повествует об образовании горных пород и минералов, раскрывает особенности растительного и животного мира нашего края.
- В зале археологии посетители увидят уникальные артефакты — гранитные плиты с таинственными наскальными изображениями — петроглифами, древние орудия труда и бытовой инвентарь, предметы культа и амулеты из погребений Оленеостровского могильника эпохи каменного века, крупнейшего археологического памятника Северной Европы.
- В залах, посвященных истории Карелии, посетитель сможет «погрузиться» в тысячелетнюю эпоху Средневековья, узнать, как при Петре Великом и императрице Екатерине II образовалась заводская промышленность, каким образом Петровская слобода стала Петрозаводском — столицей Олонецкой губернии, увидеть, как в XVIII—XIX веках постепенно развивался Петрозаводск и строилась Круглая площадь.
- Экскурсии, театрализованные программы, занятия для посетителей всех возрастов и интересов сопровождаются показом мультимедийных программ. В музее работают кафе и сувенирный магазин.

Залы Постоянной экспозиции музея. Адрес: г. Петрозаводск, пл. Ленина, 1:
- Природные особенности региона: «Камни рассказывают», «Следы ледника», «Таежный край».
- «Каменная летопись». Археология Карелии.
- Интерактивный комплекс «В гостях у древнего племени».
- «Северное порубежье». Карелия в эпоху средневековья. IX—XVII вв.
- «Мы — корела». Историческая реконструкция Средневековья.
- «Петровские заводы». Карелия в эпоху Петра Великого в конце XVII — начале XVIII в.
- «Город-завод». Александровский завод в конце XVIII — начале XX в.
- «Горняки и лесорубы». Горная и лесная промышленность в Карелии (XVIII — начало XX в.).
- «По высочайшему указу». Основание Олонецкой губернии в конце XVIII — начале XIX в.
- «Губернская столица». Петрозаводск в конце XIX — начале XX вв.
- «На статской службе». Чиновничество Петрозаводска в XIX — начале XX вв.
- «Городские обыватели». Быт Петрозаводска в конце XIX — начале XX в.
- «На благо народа». Образование и здравоохранение в Олонецкой губернии в конце XIX — начале XX вв.
- «В краю рун и былин». Открытие и исследование фольклора в Карелии XIX—XX вв.
- «Северная кадриль». Праздничный костюм народов республики. Зал открылся в июне 2019 года[27].

Залы Постоянной экспозиции музея. Адрес: г. Петрозаводск, ул. Энгельса,5
- «Животный мир Карелии»

В коллекциях музея насчитывается около 220 тысяч музейных предметов основного фонда, представляющих природу, археологию, историю края и Петрозаводска, традиционную культуру русских, карелов и вепсов.
В 2003 году к 300-летию Петрозаводска музей открыл интерьер парадного зала дома губернатора середины XIX века.

## Филиалы
В структуре музея 3 филиала:
- Шёлтозерский вепсский этнографический музей — единственный в России музей, рассказывающий о культуре и истории вепсов.
- Музей «Марциальные воды» — музей истории первого русского курорта Марциальные Воды.
- Музей Карельского фронта — музей истории Карельского фронта (1941—1944), расположенный в бывшем здании штаба фронта в Беломорске.

|  |  |  |